# Akira Kitamura
Akira Kitamura (北村 玲, Kitamura Akira) est un artiste et réalisateur de jeux vidéo, co-créateur du personnage Mega Man,. Il a travaillé sur les trois premiers jeux de la série éponyme en tant que planificateur et artiste,,. Il est également réalisateur du jeu Cocoron (en) sorti en 1991 uniquement au Japon. Il a souvent été crédité sous les pseudonymes Famicon Akira, ou AK.

## Carrière
Akira Kitamura a travaillé en tant qu'artiste et réalisateur de Mega Man sorti en 1987 sur NES. Il a créé le sprite statique original de Mega Man, afin de s'assurer qu'il puisse être correctement distingué par rapport aux fonds d'écran du jeu. Par la suite, l'artiste Keiji Inafune crée une illustration plus affinée du personnage,. Inafune se réfère à ce processus comme « une rétro-création de personnage » (« a reverse character design ») car le processus de traditionnel est inversé, les artistes créant d'abord les concepts artistiques qui sont alors programmés en graphismes de jeu.
Lors d'un événement spécial lors du Tokyo Game Show de 2007, Inafune commente son rôle et celui de Kitamura dans la création du personnage. « On m'appelle souvent le père de Mega Man, mais en fait, son design avait déjà été créé quand j'ai rejoint Capcom. [...] Mon mentor (Akira Kitamura), qui était le concepteur du Mega Man original, avait un concept de base de ce à quoi le personnage devait ressembler, alors je n'ai fait que la moitié du travail pour le créer » a-t-il déclaré.
Kitamura a également travaillé sur Mega Man 2 en tant que réalisateur du jeu, et a quitté Capcom durant le développement de Mega Man 3. Il rejoint le développeur de jeu Takeru où il dirige le développement du jeu intitulé Cocoron, comportant quelques similitudes avec Mega Man. Il travaille également à la conception du jeu Little Samson.
Au début des années 1990, Kitamura se retire de l'activité de développement de jeux.

## Ludographie
- Section Z (1985)
- Legendary Wings (1986)
- Mega Man (1987)
- Avengers (1987)
- Last Duel: Inter Planet War 2012 (1988)
- Mega Man 2 (1988)
- Mega Man 3 (1990)
- Willow (1989)
- Cocoron
- Nostalgia 1907 (1991)
- Virgin Dream (1996)
- Little Samson (1992)
- Funky Jet